# NIC-26
La NIC-26 es una importante carretera nacional clasificada como troncal secundaria en Nicaragua. Esta vía comienza en el sur, conectándose con la NIC-12A a la altura del municipio de Telica, departamento de León, y culmina cerca de la línea departamental entre el departamento de Estelí y Matagalpa en la Carretera Panamericana.

## Extensión
Con una extensión de 96,44 km, la NIC-26 juega un rol clave en la conectividad y transporte de la región.